# Paray-le-Frésil
Paray-le-Frésil település Franciaországban, Allier megyében. Lakosainak száma 379 fő (2022. január 1.). Paray-le-Frésil Beaulon, La Chapelle-aux-Chasses, Chevagnes, Gannay-sur-Loire, Garnat-sur-Engièvre és Saint-Martin-des-Lais községekkel határos.

## Népesség
A település népességének változása:
| Lakosok száma | 573  | 547  | 469  | 428  | 386  | 384  | 389  | 387  | 385  | 379  |
|               | 1968 | 1982 | 1990 | 2006 | 2013 | 2015 | 2017 | 2019 | 2020 | 2022 |